# 火门枪
火門槍是用來指像突火槍與手銃這種直接使用燃燒的火棒從火門點火的火器。這種最原始的點火方式也稱作火門式、投火式（Touch Hole）。
火門槍幾乎可以說是手銃的同義詞。
歐洲的火门枪出现于十四世纪中叶的義大利。主要是用于城堡要塞的防御，骑兵也有装备。